# Lederstrumpf

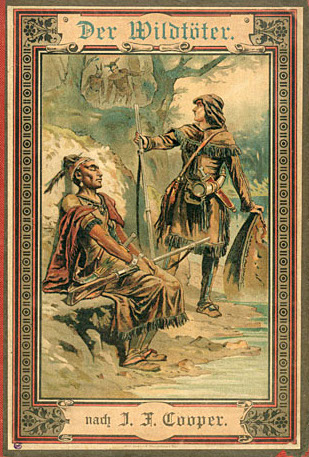
Buchdeckel einer deutschen Ausgabe aus dem Jahr 1888 der Erzählung Der Wildtöter

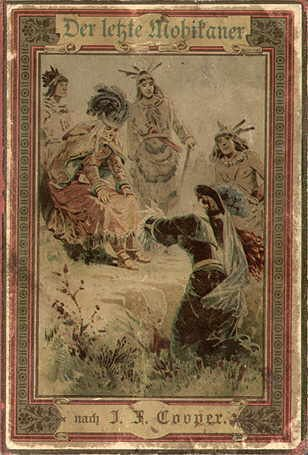
Buchdeckel einer deutschen Ausgabe aus dem Jahr 1889 der Erzählung Der letzte Mohikaner

Lederstrumpf (engl. Originaltitel The Leatherstocking Tales) ist ein Romanzyklus des amerikanischen Schriftstellers James Fenimore Cooper (1789–1851).

## Vorgeschichte
J. F. Coopers Roman Der Spion (The Spy: a Tale of the Neutral Ground, 1821), der als der erste bedeutende historische Roman der amerikanischen Literatur gilt, wurde von den Lesern begeistert aufgenommen. Der Schriftsteller hatte offenbar das amerikanische Nationalgefühl seiner Zeit getroffen und entschied sich, auch für seine nächsten Romane Themen aus der Geschichte seines Landes aufzugreifen. Als Modell wählte J. F. Cooper die Waverley-Romane (1814) des schottischen Schriftstellers Walter Scott. Als Zentralgestalt schuf er einen „amerikanischen Typ“, einen Jäger und Fallensteller, der an der Grenze zur Zivilisation lebt.

## Die Romane
The Pioneers (1823) erschien als der erste Band der Lederstrumpf-Serie, die weltberühmt werden sollte. Im Verlauf von fast 20 Jahren folgten dann The Last of the Mohicans (1826), The Prairie (1827), The Pathfinder (1840), The Deerslayer (1841). In den Romanen wird, wenn auch nicht in chronologischer Folge, der Lebensweg des Waldläufers Natty Bumppo, genannt „Lederstrumpf“, nachgezeichnet.
Die Lederstrumpfromane waren ursprünglich nicht als Reihe geplant. Erst aufgrund der außerordentlich guten Aufnahme, die die Romane bei den Lesern fanden, schrieb Cooper die einzelnen Fortsetzungen. Dabei spielen die Romane, wie man anhand der historischen Bezüge und an Coopers Hinweisen erkennen kann, in unterschiedlichen Zeiten. Die Zeitspanne der Handlung erstreckt sich über fast 60 Jahre und korreliert nicht mit der Reihenfolge der Buchveröffentlichungen.
| Originaltitel                                                       | Veröffentlichung | Handlungszeit um | Titel der frühen deutschsprachigen Veröffentlichungen                                         |
| ------------------------------------------------------------------- | ---------------- | ---------------- | --------------------------------------------------------------------------------------------- |
| The Deerslayer, Or The First War Path                               | 1841             | 1740–1745        | Der Hirschtöter (1841, Übers. Otto von Czarnowski) Der Wildtöter (1841, Übers. Gustav Pfizer) |
| The Last of the Mohicans. A Narrative of 1757.                      | 1826             | 1757             | Der letzte Mohikaner. Eine Erzählung aus dem Jahre 1757 (1826, Übers. Heinrich Döring)        |
| The Pathfinder; Or The Inland Sea                                   | 1840             | 1759             | Der Pfadfinder oder das Inlandmeer (1840, Übers. Carl Kolb)                                   |
| The Pioneers; Or The Sources of the Susquehanna. A Descriptive Tale | 1823             | 1793             | Die Ansiedler (1824, Übers. L. Herrmann)                                                      |
| The Prairie                                                         | 1827             | 1804             | Die Steppe (1828, Übers. K. Meurer) Die Prärie (1845, Übers. Gottfried Friedenberg)           |

## Hauptfiguren und ihre Vorbilder

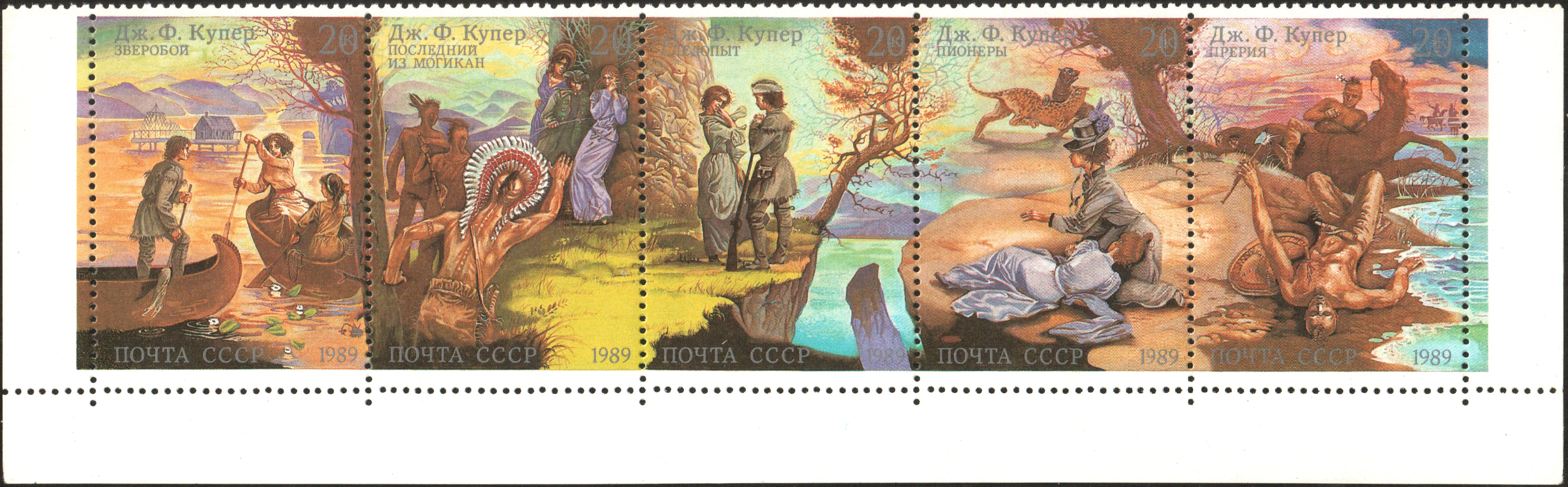
Von links: Der Wildtöter, Der letzte Mohikaner, Der Pfadfinder, Die Ansiedler und Die Prärie (sowjetische Briefmarkenausgabe zu Ehren des 200. Geburtstages von J. F. Cooper, 1989)

Die Hauptfigur Nathaniel (Natty) Bumppo trägt in den Romanen verschiedene Beinamen: Lederstrumpf, Falkenauge, Lange Büchse (La Longue Carabine), Pfadfinder, Wildtöter. Als Vorbild für diese Figur gilt der Pionier Daniel Boone aus Kentucky.
Carl Suesser erörterte 1934 in einem Essay die Frage War Lederstrumpf ein Deutscher? und kam zu der Ansicht, es gebe mehrere Gründe dafür, dass es sich bei der Figur des Nathaniel Bumppo um den Pfälzer Johann Adam Hartmann aus Edenkoben gehandelt habe. Hartmann wurde vermutlich 1748 geboren und wanderte mit etwa 16 Jahren nach Amerika aus. Er wurde Waldläufer und kämpfte im Unabhängigkeitskrieg gegen die Briten. Er starb 1836 mit 88 Jahren in Herkimer County im US-Bundesstaat New York. In Edenkoben erinnert der Lederstrumpfbrunnen an ihn.
Möglicherweise ist auch der berühmte Waldläufer Robert Rogers das Vorbild für den Lederstrumpf. Rogers führte nicht nur eine nach ihm benannte Rangereinheit im Siebenjährigen Krieg, sondern hatte im Gegensatz zu Daniel Boone sehr engen Kontakt zu den Mahican und war sogar mit zwei ihrer berühmtesten Häuptlinge befreundet. Diese hießen Daniel Nimham und sein Sohn Abraham Nimham (oft fälschlich „Ninham“ geschrieben). Daniel Nimham war vormals auch Häuptling der Wappinger. Nachdem dieses Volk bis auf wenige Reste ausgerottet worden war, schlossen sich viele, unter anderen auch Daniel Nimham, den mit ihnen verwandten Mahican an. So lässt sich auch erklären, warum ein Delaware in Trauer um den inzwischen toten Uncas sagt: „Du Stolz der Wappanacki, warum bist du von uns gegangen?“ Cooper selbst hatte immerhin Kontakt zu durchziehenden Oneida-Irokesen, bei denen Reste von Mahican und Mohegan lebten. Die Vorlage für seinen Pawnee-Häuptling Hartherz traf er selbst in Washington, D.C. Es handelte sich um keinen anderen als Petalesharo.
Weitere Hauptfiguren sind: Chingachgook – er repräsentiert den Typ des „edlen Wilden“ –, dessen Sohn Uncas, der ebenso edelmütig ist wie sein Vater; sein Eintreten für Cora bringt ihm am Ende den Tod. Elizabeth Temple repräsentiert den schönen und intelligenten Frauentyp, der in jedem Lederstrumpf-Roman auftaucht. Sie wird durch Bumppo aus auswegloser Lage gerettet und heiratet den jugendlichen Helden. Ishmael Bush ist der tyrannische Streiter, der sich keinem Gesetz unterwirft.
Im Roman Die Ansiedler trägt der Großgrundbesitzer und Richter Marmaduke Temple deutlich die Züge von Coopers Vater William. Der Ort Templeton ist Coopers Heimatstadt Cooperstown nachempfunden. William Cooper, ein Makler aus New Jersey, hatte den Ort nach Ende des Unabhängigkeitskrieges gegründet und es zum Gutsbesitzer, Richter und Kongressabgeordneten gebracht.
Für den 1827 erschienenen Roman Die Prärie, der um das Jahr 1804 westlich des Mississippis spielt, ließ Cooper sich von den Tagebüchern der Lewis-und-Clark-Expedition inspirieren, die das Gebiet zwischen dem Mississippi und den Rocky Mountains in den Jahren 1804 bis 1806 als erste Weiße erforscht hatten. Cooper übernahm ganze Passagen ihrer Schilderungen der Landschaft und der Tierwelt.

## Wirkung und Adaptionen
Die Romanfolge ist literaturgeschichtlich aus mehreren Gründen bemerkenswert. Der ausgedehnte amerikanische Kontinent wird zum ersten Mal in der US-amerikanischen Literatur als Handlungshintergrund in größerem Stil verwendet. Auch das Bemühen J. F. Coopers, die Indianer auf eine ausgewogene und realistische Art und Weise darzustellen, war in seiner Zeit durchaus nicht üblich. Kritiker bemängeln allerdings auch, dass es Cooper in vielen Fällen nicht gelang (unklar ist, ob er es bewusst vermied), die Dialoge seiner Helden mit einer realitätsnahen Syntax auszustatten. Gelegentlich wird auch kritisiert, dass seine Frauengestalten weit ab vom wirklichen Leben, praktisch wie in die Romanhandlung eingepflanzt, wirken.
Vor allem klingen in den Lederstrumpf-Romanen bereits alle Leitmotive des Western-Genres an: einerseits das nach Freiheit strebende Individuum, das nur auf die eigenen Kräfte baut, neue Wege in die unentdeckte Wildnis sucht und dabei im Einklang mit der Natur lebt. Andererseits bahnen diese Einzelgänger mit ihrem Vordringen genau jener Zivilisation mit ihren Regeln und Gesetzen den Weg, der sie sich entziehen wollen. Immer wieder geht es auch um die Frage, wem das Land gehört – den Indianern, die keinen Landbesitz kennen, oder den Siedlern, die es urbar machen.
Die Lederstrumpf-Romane haben verschiedene Schriftsteller wie Alexandre Dumas, Charles Sealsfield, Karl May, Arno Schmidt beeinflusst. Die größte Wirkung im deutschsprachigen Raum erzielten die Romane wohl durch die verschiedensten, zum Teil das Original entstellenden Bearbeitungen in der Jugendliteratur, in Hörspielen, wie Wildtöter (1972), und insbesondere durch die zahlreichen Verfilmungen, wie Die Lederstrumpferzählungen (ZDF-Abenteuervierteiler; 1969).
Der erste Band Der Wildtöter wurde im US-Spielfilm Lederstrumpf: Der Wildtöter (1957) mit Lex Barker für das Kino verfilmt. Der zweite Band Der letzte Mohikaner diente etlichen filmischen Adaptionen als Vorlage. Eine frühe Verfilmung wurde 1920 mit dem Zweiteiler Lederstrumpf realisiert, zuletzt wurde Der letzte Mohikaner 1992 von Michael Mann verfilmt.

## Verfilmungen (Auswahl)
- 1920: Der letzte Mohikaner (Harry Lorraine: Hawkeye, Theodore Lorch: Chingachgook, Albert Roscoe: Uncas)
- 1920: Lederstrumpf (Emil Mamelok: Lederstrumpf, Bela Lugosi: Chingachgook)
- 1932: Der letzte Mohikaner (Harry Carey: Falkenauge, Hobart Bosworth: Chingachgook, Frank Coghlan Jr.: Uncas)
- 1947: Uncas, der Letzte seines Stammes (Michael O’Shea: Falkenauge, Rick Vallin: Uncas)
- 1950: Auf Winnetous Spuren (The Iroquois Trail) (George Montgomery: Falkenauge)
- 1952: Sein Freund, der Lederstrumpf (The Pathfinder) (George Montgomery: Pfadfinder, Jay Silverheels: Chingachgook)
- 1956: Der letzte Mohikaner (Willi Narloch: Falkenauge, Walter Richter-Reinick: Chingachgook, Gerhard Rachold: Unkas)
- 1957: Lederstrumpf: Der Wildtöter (Lex Barker: Wildtöter, Carlos Rivas: Chingachgook)
- 1965: Der letzte Mohikaner (Anthony Steffen: Falkenauge, Mike Brendel: Chingachgook, Daniel Martín: Unkas)
- 1965: Lederstrumpf – Der letzte Mohikaner (Luis Induni: Falkenauge, José Marco: Chingachgook, Daniel Martín: Unkas)
- 1967: Chingachgook, die große Schlange (Rolf Römer: Wildtöter, Gojko Mitić: Chingachgook)
- 1969: Die Lederstrumpferzählungen (Hellmut Lange: Nat Bumppo, Pierre Massimi: Chingachgook, David Alexandru: Uncas)
- 1977: Uncas, der letzte Mohikaner (Steve Forrest: Hawkeye, Ned Romero: Chingachgook, Don Shanks: Uncas)
- 1992: Der letzte Mohikaner (Daniel Day-Lewis: Falkenauge, Russell Means: Chingachgook, Eric Schweig: Uncas)

## Ausgaben
- James F. Cooper: Lederstrumpferzählungen in der ursprünglichen Form. Übersetzt und bearbeitet Karl Federn. Initialen Max Slevogt. Berlin, Paul Cassirer, 1909–1910. 5 Bände.
- James F. Cooper: Der Lederstrumpf in zwei Bänden (Originaltitel: Leatherstocking Tales). Der Ausgabe liegt die zeitgenössische Übersetzung der von Christian August Fischer von 1826 bis 1859 herausgegebenen Sämtlichen Werke zugrunde. Mit Illustrationen nach Steinzeichnungen von Max Slevogt. Ellermann, München 1992, zwei Bände (361 und 420 S.) in Kassette, ISBN 3-7707-6332-7
- James F. Cooper: Die Lederstrumpferzählungen. Vollständige Ausgabe in fünf Bänden. Bearbeitete Übersetzung von C. Kolb u. a. durch Rudolf Drescher, Illustrationen von Felix Octavius Carr Darley, Insel, Frankfurt am Main 1977:
  - Der Wildtöter. Insel-Taschenbuch 179, 1. Auflage, ISBN 3-458-01879-4
  - Der letzte Mohikaner. Insel-Taschenbuch 180, 1. Auflage, ISBN 3-458-01880-8
  - Der Pfadfinder. Insel-Taschenbuch 181, 1. Auflage, ISBN 3-458-01881-6
  - Die Ansiedler. Insel-Taschenbuch 182, 1. Auflage, ISBN 3-458-01882-4
  - Die Prärie. Insel-Taschenbuch 183, 1. Auflage, ISBN 3-458-01883-2
- J. F. Cooper’s Amerikanische Romane. S. G. Liesching, Stuttgart, 1841–1848, fünf Bände